# Hwanghae Settentrionale
La provincia del Hwanghae Settentrionale (황해북도?, 黃海北道?, Hwanghae-puktoLR) è una delle suddivisioni amministrative della Corea del Nord, con capoluogo Sariwon.

## Geografia antropica

### Suddivisioni amministrative
Il Nord Hwanghae è suddiviso in 3 città (si) e 19 contee (gun).

#### Città
- Sariwon (capoluogo) (사리원시/沙|里|院|市)
- Kaesŏng (개성시/開|城|市)
- Songrim (송림시/松|林|市)

#### Contee
| - Contea di Changp'ung (장풍군/長\|豊\|郡) - Contea di Chunghwa (중화군/中\|和\|郡) - Contea di Hwangju (황주군/黃\|州\|郡) - Contea di Kaep'ung (개풍군/開\|豊\|郡) - Contea di Kangnam (강남군/江\|南\|郡) | - Contea di Koksan (곡산군/谷\|山\|郡) - Contea di Kŭmch'ŏn (금천군/金\|川\|郡) - Contea di Pongsan (봉산군/鳳\|山\|郡) - Contea di Pyŏngsan (평산군/平\|山\|郡) - Contea di Rinsan (린산군/麟\|山\|郡) | - Contea di Sangwŏn (상원군/祥\|原\|郡) - Contea di Singye (신계군/新\|溪\|郡) - Contea di Sinpyŏng (신평군/新\|坪\|郡) - Contea di Sŏhung (서흥군/瑞\|興\|郡) - Contea di Suan (수안군/遂\|安\|郡) | - Contea di Sŭngho (승호군/勝湖郡) - Contea di Tosan ((토산군/兎\|山\|郡) - Contea di Unpa (은파군/銀\|波\|郡) - Contea di Yŏnsan (연산군/延\|山\|郡) - Contea di Yŏntan (연탄군/燕\|灘\|郡) |